# Алимбаева, Мамила
Мамила Алимбаева, другие варианты имени — Мамиля, Мамиль (каз. Мәмилә Әлімбаева; род. 1916, Семиреченская область, Российская империя — 22 июня 2015,  Алматинская область, Казахстан) — советская колхозница, Герой Социалистического Труда (1948). Депутат Верховного Совета СССР 2-го созыва (1946—1950).

## Биография
Родилась в ауле Тау-Жалаир Копальского уезда Семиреченской области Туркестанского края (ныне Ескельдинского района Алматинской области Казахстана). В 1933 году вступила в колхоз «Энбекши-Казах» и стала работать в полеводческой бригаде. С 1942 года работала одногектарницей по выращиванию сахарной свёклы. В 1946 году была назначена звеньевой свекловодческой бригады.
В 1946 году свекловодческое звено под её руководством собрало по 337 центнеров сахарной свеклы с каждого гектара при плане в 160 центнеров. За этот руд она была награждена в 1947 году орденом «Знак Почёта». В 1947 году звено М. Алимбаевой получило урожай сахарной свёклы 815 центнеров с гектара на площади 2 гектара.
Указом Президиума Верховного Совета СССР от 28 марта 1948 года за получение высоких урожаев сахарной свёклы при выполнении колхозом обязательных поставок и натуроплаты за работу МТС в 1947 году и обеспеченности семенами зерновых культур для весеннего сева 1948 года Мамиле Алимбаевой присвоено звание Героя Социалистического Труда с вручением ордена Ленина и золотой медали «Серп и Молот».
В 1946 году была избрана депутатом Верховного Совета СССР 2-го созыва (1946—1950). В 1949—1952 годах — председатель исполкома Коксуйского аулсовета депутатов трудящихся. В 1950 году Совет Министров республики премировал этот аулсовет за хорошую работу 5000 рублями и вручил ему переходящее Красное знамя. Два года спустя Коксуйский аулсовет добился новой денежной премии и завоевал переходящее Красное знамя вторично.
С 1953 года и до выхода на заслуженный отдых заведовала колхозным клубом.
26 апреля 2015 года, когда проводились Президентские выборы в Казахстане (2015), в возрасте 99 лет, несмотря на возможность проголосовать на дому посредством выездных избирательных групп, решила отдать свой голос непосредственно в избирательном участке.
Весной 2015 года ей была вручена юбилейная медаль «70 лет Победы в Великой Отечественной войне 1941—1945 гг.».
Скончалась 22 июня 2015 года в селе Енбекшиказах Коксуского района Алматинской области на 100-м году жизни.

## Награды
- Золотая медаль «Серп и Молот» (1948);
- Орден Ленина (1948)
- Орден «Знак Почёта» (1947)
- Юбилейная медаль «70 лет Победы в Великой Отечественной войне 1941—1945 гг.» (2015)